# Pirnaischer Platz

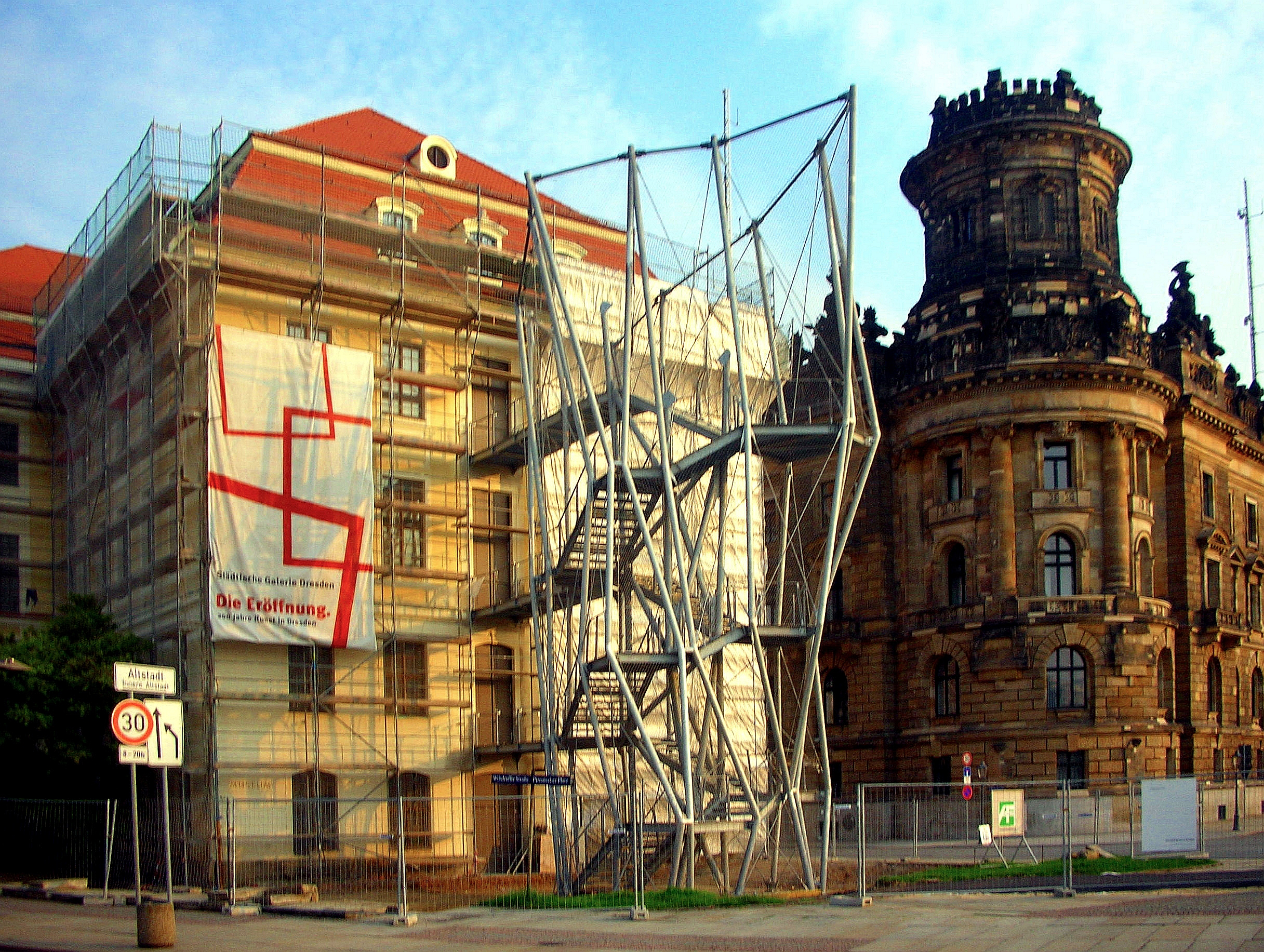
El edificios más representativos, al oeste de la plaza: el Landhaus y la jefatura de policía.

Pirnaischer Platz es el nombre de una plaza de la ciudad alemana de Dresde cuya situación, al igual que la de Postplatz, se corresponde con la de una de las entradas de la antigua muralla de ciudad. 

## Ubicación
Se halla en el límite oriental del barrio de Innere Altstadt, el centro artístico e histórico de Dresde. Hasta el desmantelamiento de la muralla, allí se encontraba el Pirnaisches Tor, puerta de salida de la ciudad en dirección Pirna. En la actualidad, se cruzan en la plaza la entrada a la Innere Altstadt con la carretera que recorre la ciudad de norte a sur.

## Tráfico

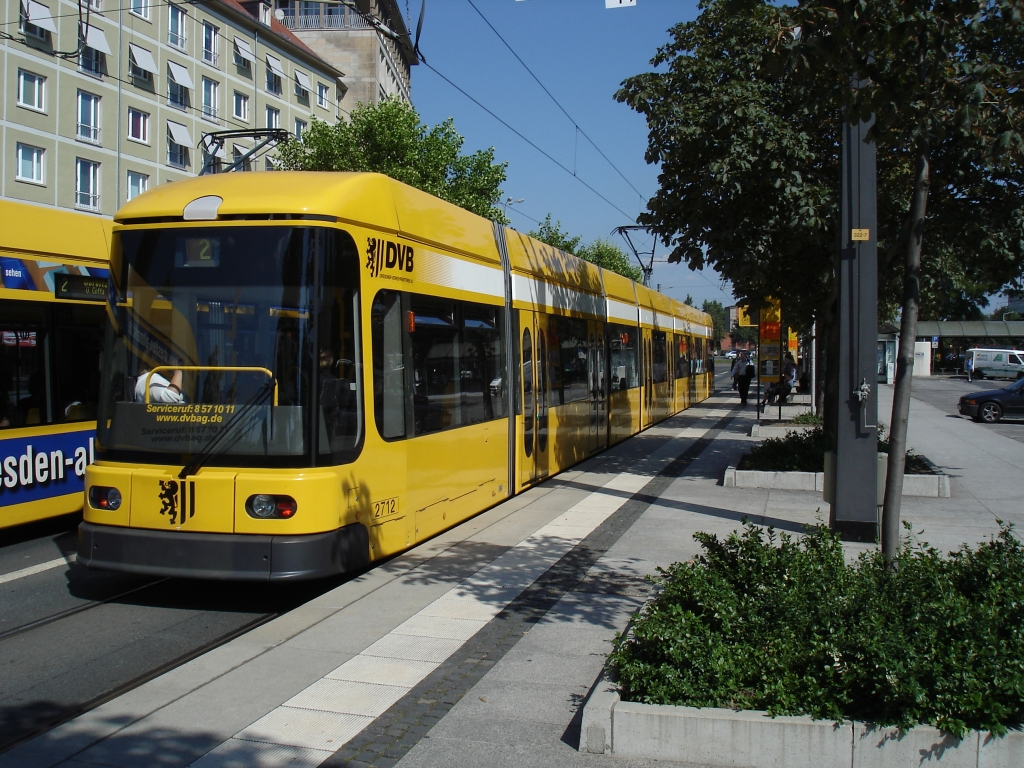
Parada de tranvía de Pirnaischer Platz.

La calle St. Petersburger Straße atraviesa la plaza de norte a sur. Esta calle de cuatro carriles, forma parte de la Bundesstraße 170, que atraviesa Dresde sobre el puente de Carola. Se la considera una de las vías más importantes que bordean el centro histórico en dirección norte-sur. La calle Wildsruffer Straße, también de 4 carriles y que transcurre en dirección Postplatz (al oeste), por el contrario, ha perdido relevancia; la prolongación de esta calle hacia el este toma el nombre de Grunaer Straße. Finalmente, la Landhausstraße conecta Pirnaischer Platz con el Neumarkt.
Por St. Petersburger Straße discurre la vía más importante de conexión norte-sur por tranvía. Es precisamente en Pirnaischer Platz donde se cruza con las líneas más importantes en dirección oeste-este. Por ello, Pirnaischer Platz es uno de los centros neurálgicos de la red de transporte urbano de la ciudad (DVB); dos tranvías de los que pasan por Pirnaischer Platz (7 y 8) llegan también a Wiener Platz y Albertplatz. En la plaza paran un total seis líneas de tranvía y una de autobús. En pocos minutos se puede alcanzar desde esta plaza la estación central, el Großer Garten o Theaterplatz (o lo que es lo mismo, el centro histórico).

## Urbanización
Los edificios más importantes de la zona están en la parte occidental de la plaza. Uno de ellos es el Landhaus, edificio barroco del siglo XVIII en la actualidad sede principal del museo de la ciudad, cuyo gablete está orientado hacia la plaza. Esta fachada, que en realidad no es la principal, ha sido recientemente objeto de una acalorada polémica al haberle sido añadida una escalera de incendios de estilo posmodernista. Junto a este edificio se encuentra la jefatura de policía de Dresde. Construida a principios del siglo XX con un estilo que se podría calificar de historicista tardío, destaca sobre todo por sus baluartes decorativos. 
La plaza en sí es bastante extensa. En la mediana que separa ambos sentidos de la St. Petersburger Straße hay una hilera de árboles, alrededor de los cuales no está permitido aparcar. En el extremo oriental se levantan bloques de edificios y oficinas, construidos al estilo “industrial” propio de los tiempos de la RDA.
- Datos: Q873693
- Multimedia: Pirnaischer Platz, Dresden / Q873693